# Barbara Woodell
Barbara Woodell (nascuda Barbara Smith a Lewistown, Illinois, U.S. 25 de maig, 1910 - Ojai, Califòrnia, 16 de gener, 1997) va ser una actriu d'escenari, cinema i televisió nord-americana.

## Filmografia seleccionada
Source:
- Lady, Let's Dance (1944)
- The Mysterious Mr. Valentine (1946)
- Framed (1947)
- The Unsuspected (1947)
- My Foolish Heart (1949)
- I Shot Jesse James (1949)
- State Department: File 649 (1949)
- The Baron of Arizona (1950)
- My Foolish Heart (1949)
- Canyon Raiders (1951)
- The Rose Bowl Story (1952)
- The Great Jesse James Raid (1953)
- Westward Ho the Wagons! (1956)
- Bullwhip (1958)